# Parc de la Maison-Blanche (Clamart)
Le parc de la Maison-Blanche est un jardin public situé à Clamart dans les Hauts-de-Seine.

## Historique

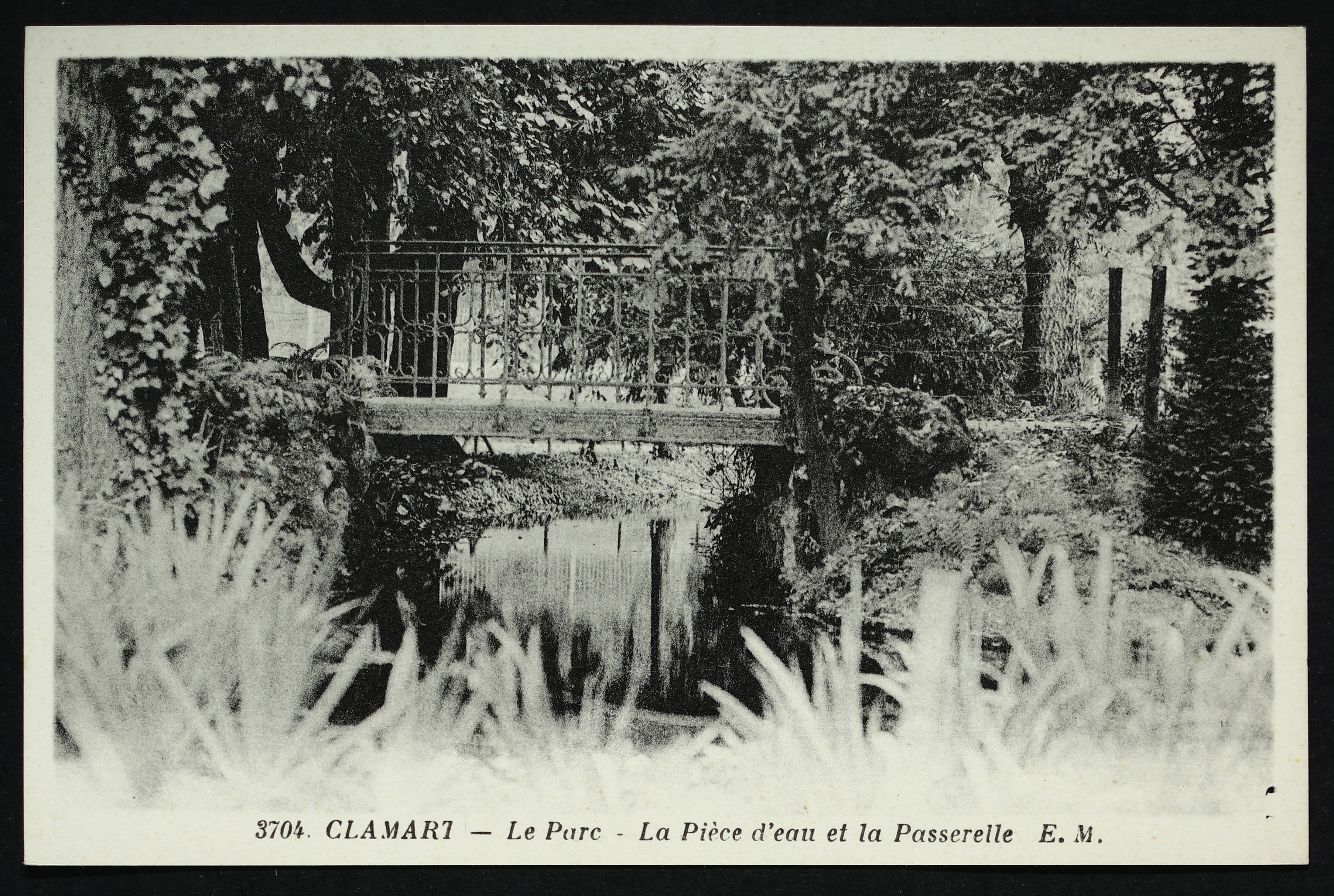
La pièce d'eau et la passerelle.

À cet endroit se trouvait un fief dont la plus ancienne mention remonte à 1607. Il appartint notamment à Nicolas Desmarets, à Gilbert Colbert de Saint-Pouange, à la marquise de Lambert, à Jean Haran de Borda, et d'autres encore.
Le maire de Clamart Claude Jean Baptiste Hochet l'acquit en 1817, et la propriété fut morcelée dans les années 1830. Il passa ensuite aux mains de Pierre Louvrier au milieu du XIXe siècle dont les héritiers le vendirent à la comtesse Schouvaloff, princesse Butera Radali qui le céda en 1873 à Maria Brignole Sale De Ferrari, duchesse de Galliera.
La commune achète le terrain en 1921 pour y construire une gendarmerie et se doter d’un jardin public.

## Description
Bien qu'il ne reste rien des serres, orangeries et plantations, y demeurent quelques arbres plantées par la duchesse en 1876. Le kiosque à musique et la plupart des statues datent du deuxième quart du XXe siècle.
La Ferme de Clamart y accueille toute l'année les enfants pour des ateliers ludiques sur l’Art et la Nature.
Il s'y trouve un bassin d'agrément.